# Parschlug
Parschlug is een plaats en voormalige gemeente in de Oostenrijkse deelstaat Stiermarken. Het is een ortschaft van Kapfenberg, dat deel uitmaakt van het district Bruck-Mürzzuschlag.
De gemeente Parschlug maakte tot eind 2012 deel uit van het district Bruck an der Mur en vervolgens van Bruck-Mürzzuschlag. Ze telde in 2013 1735 inwoners. In 2015 ging Parschlug op in de gemeente Kapfenberg.
Stadsgemeenten:
Bruck an der Mur · Kapfenberg · Kindberg · Mariazell · Mürzzuschlag

Marktgemeenten:
Aflenz · Breitenau am Hochlantsch · Krieglach · Langenwang · Neuberg an der Mürz · Sankt Barbara im Mürztal · Sankt Lorenzen im Mürztal · Sankt Marein im Mürztal · Thörl · Turnau

Overige gemeenten:
Pernegg an der Mur · Spital am Semmering · Stanz im Mürztal  · Tragöß-Sankt Katharein
- Gemeinsame Normdatei: 4514852-1
- Virtual International Authority File: 236998892
- WorldCat: E39PBJgXcwDhkc6YrFqJWgHgrq